# Chen Hung-Lieh
Chen Hung-Lieh (chinesisch 陳鴻烈, Pinyin Chén Hóngliè, W.-G. Chen Hung-lieh, Jyutping Can4 Hung4 Lit6; * 7. Juni 1943 in Hongkong; † 24. November 2009 ebenda) war ein chinesischer Schauspieler.

## Leben
Chens Familie stammt aus Shanghai; er selbst wurde als Bruder von Chen Hao, der ebenfalls Schauspieler wurde, in Hongkong geboren. Chen war Absolvent des zweiten Schauspieler-Trainingskurses der Shaw Brothers und erhielt 1964 einen Vertrag, für den er bis 1971 vornehmlich Schurkenrollen in vielen Martial-Arts-Filmen spielte. Zusammen mit seinem Bruder gründete er eine Produktionsgesellschaft, Celestial Pictures, in deren Produktionen der auch in Taiwan sehr populäre Darsteller weiter tätig war und dabei auch einige überdurchschnittliche Werke in seiner Filmografie aufweisen kann. Einer seiner Alternativnamen war Golden Chan.
Ab den 1990er Jahren war Chen auch für den Fernsehsender TVB aktiv. Bei 5 Filmen führte Chen auch Regie.

## Filmografie (Auswahl)
- 1964: Das Schwert der gelben Tigerin (Come Drink With Me)
- 1972: Huang – der Unschlagbare (Crush)
- 1973: Der Tiger von Kwantung (The Cub Tiger from Kwantung)